# Paratlanticus ussuriensis
Paratlanticus ussuriensis är en insektsart som först beskrevs av Boris Petrovich Uvarov 1926.  Paratlanticus ussuriensis ingår i släktet Paratlanticus och familjen vårtbitare. Inga underarter finns listade i Catalogue of Life.